# Recto verso (album)
Pour les articles homonymes, voir Recto-verso.
Albums de Zaz
Zaz
(2010) Paris
(2014)
Singles
1. On ira
Sortie : 11 mars 2013
2. Comme ci, comme ça
Sortie : 2013
3. Si
Sortie : 14 octobre 2013
4. Gamine
Sortie : 24 mars 2014

Recto verso est le deuxième album studio de la chanteuse Zaz, sorti le 13 mai 2013.

## Liste des pistes
| 1.    | On ira                                         | 3:00 |
| 2.    | Comme ci, comme ça                             | 2:45 |
| 3.    | Gamine                                         | 3:10 |
| 4.    | T'attends quoi                                 | 3:20 |
| 5.    | La Lessive                                     | 2:17 |
| 6.    | J'ai tant escamoté                             | 3:44 |
| 7.    | Déterre                                        | 2:41 |
| 8.    | Toujours                                       | 3:11 |
| 9.    | Si je perds                                    | 3:04 |
| 10.   | Si (écrit et composé par Jean-Jacques Goldman) | 2:36 |
| 11.   | Oublie Loulou                                  | 2:40 |
| 12.   | Cette journée                                  | 2:53 |
| 13.   | Nous debout                                    | 3:12 |
| 14.   | La Lune                                        | 2:43 |
| 15.   | La Part d'ombre (Édition limitée)              | 3:54 |
| 16.   | Le Retour du soleil (Édition limitée)          | 4:27 |
| 17.   | Laissez-moi (Édition limitée)                  | 2:39 |
| 52:16 |                                                |      |

### Crédits
- Batterie : Denis Benarrosh, Jean-Philippe Motte, Thibault Perriard, Kris Sonne
- Percussions : Denis Benarrosh, Jean-Philippe Motte, Kris Sonne
- Instruments à vent : Lionel Segui
- Jazzoflûte : Thierry Faure
- Instruments à cordes :  Aurélien Trigo
- Basse : Ilan Abou, Martin Terefe, Saint Charles, Laurent Vernerey
- Contrebasse : Ilan Abou, Martin Terefe
- Guitares : Michel Amsellem, James Bryan, Guillaume Juhel, Fred Lafarge, Sylvain Lux, Ours, Benoît Simon, Martin Terefe, Tryss, Frédéric Volovitch, Lucien Zerrad
- Mandoline : Erick Benzi
- Violons : David Angell, David Davidson, Mathias Lévy, Erik Slabiak, Kris Wilkinson
- Violoncelle : John Catchings
- Piano : Michel Amsellem, Erick Benzi, Thierry Faure, Fred Lafarge, Glenn Scott
- Orgue : Thierry Faure, Glenn Scott, Nikolaj Torp
- Synthétiseurs : Erick Benzi
- Accordéon : Thierry Faure
- Programmation synthétiseurs et rythmiques : Dominique Blanc-Francard, Tryss
- Programmation drums : Loko

## Classements
| Classement (2013)             | Meilleure position |
| ----------------------------- | ------------------ |
| Allemagne (Media Control AG)  | 2                  |
| Autriche (Ö3 Austria Top 40)  | 4                  |
| Belgique (Flandre Ultratop)   | 16                 |
| Belgique (Wallonie Ultratop)  | 3                  |
| Espagne (Promusicae)          | 21                 |
| France (SNEP)                 | 2                  |
| Pays-Bas (Mega Album Top 100) | 73                 |
| Pologne (ZPAV)                | 5                  |
| Suisse (Schweizer Hitparade)  | 1                  |

## Certifications
| Pays      | Certification | Ventes certifiées |
| --------- | ------------- | ----------------- |
| Belgique  | Or            | 15 000            |
| France    | Diamant       | 550 000           |
| Pologne   | Or            | 10 000            |
| Suisse    | Or            | 10 000            |
| Allemagne | Platine       | 350 000           |